# Nadzvučni let
Nadzvučni let je let brzinom koja prelazi brzinu zvuka (Mach 1). Za objekte koji putuju u suhom zraku na temperaturi od 20°C (68° F) to je brzina od oko 343 m/s ili 1.236 km/h. Brzine preko pet puta veće od brzine zvuka (Mach 5) često se nazivaju hipersonične brzine. Let tijekom kojeg na samo nekim dijelovima (npr. krajevi lopatica rotora ili krakova propelera), dolazi do nadzvučnih brzina naziva se transonični let, koja je najčešće između 0,8 i 1,2 Macha.
U fizici leta brzina zvuka bezdimenzijski se naziva Machovom brojem (skr. M ili Ma), nazvano po fizičaru Ernstu Machu.  Nadzvučni let je dakle let s brzinom M> 1.